# 우서 (백제)
우서(于西, ?~?)는 백제의 장수이다.

## 생애
458년, 백제의 개로왕은 남조 송에 대해 백제의 장군들에게 각 장군호를 제수해 주기를 요청하는 상표문을 올렸으며, 이 때 우서는 백제왕이 하사한 행건무장군(行建武將軍)직에 있었다.